# 王翰 (元朝)
王翰（？—1377年）元末色目人，泸州人，姓唐兀氏，字用文，号时斋，仕名那木罕。先祖为西夏人，元末明初政治人物。

## 生平
先世早年世袭千户职，因才能出众，被荐担任庐州路治中，又改福州路，因谕降盗寇的功劳，升任同知，曾治理永福、罗源县及泉州事，擢福建行省郎中、潮州路总管。后明军入福建，王翰泛舟渡海，隐居福州永福山中，自号友石山人。1378年（洪武十一年），明太祖朱元璋征召王翰上京。王翰自刎而死，为元朝殉国。